# ATP Finals 2020
Pour un article plus général, voir Masters de tennis masculin.
Les ATP Finals 2020 (officiellement les Nitto ATP Finals 2020 pour raison de naming), également appelés Masters 2020 dans le langage courant, sont la 51e édition du Masters de tennis masculin, qui réunit les huit meilleurs joueurs disponibles de la saison 2020 de l'ATP en simple. Les huit meilleures équipes de double sont également réunies pour la 46e fois.
La compétition se déroule à l'O2 Arena de Londres, du 15 au 22 novembre 2020. Exceptionnellement, en raison de la pandémie de Covid-19, le tournoi se joue à huis clos. C'est aussi la dernière édition à se dérouler à Londres.
Auteur d'un Masters sans-faute (1500 points ATP), Daniil Medvedev signe un record en battant les trois premiers joueurs du monde, ce qui ne s'était jamais produit dans l'histoire du Masters, ainsi que dans l'histoire des tournois majeurs.

## Primes et points
| Tour                             | Prime       | Points |
| -------------------------------- | ----------- | ------ |
| Cumul pour le vainqueur invaincu | 1 564 000 $ | 1 500  |
| Pour la victoire en finale       | 550 000 $   | + 500  |
| Pour la victoire en demi-finale  | 402 000 $   | + 400  |
| Pour chaque match de poule gagné | 153 000 $   | + 200  |
| Pour chaque participant          | 153 000 $   | –      |
| Pour chaque remplaçant           | 73 000 $    | –      |

| Tour                             | Prime     | Points |
| -------------------------------- | --------- | ------ |
| Cumul pour l'équipe invaincue    | 284 500 $ | 1 500  |
| Pour la victoire en finale       | 70 000 $  | + 500  |
| Pour la victoire en demi-finale  | 56 000 $  | + 400  |
| Pour chaque match de poule gagné | 30 000 $  | + 200  |
| Pour chaque équipe participante  | 68 500 $  | –      |
| Pour chaque équipe remplaçante   | 25 000 $  | –      |

## Course au championnat
Le 16 mars 2020, le classement ATP est gelé en raison de la pandémie de Covid-19. À la suite de cette pandémie, l'ATP modifie son système de classement pour 2020 car le classement Race 2020  n'est plus valable. Le classement ATP du 9 novembre 2020 est utilisé pour déterminer les 8 joueurs et les 8 paires qualifiés pour les ATP Finals.
Roger Federer, no 5 mondial, déclare forfait pour le Masters, étant en rééducation après son opération au genou.

## Faits marquants

### Pendant le tournoi
Le Russe Daniil Medvedev réalise un Masters sans-faute en remportant l'ensemble de ses matchs. Il défait successivement Alexander Zverev (7e), Novak Djokovic (1er), Diego Schwartzman (9e), Rafael Nadal (2e) et Dominic Thiem (3e). Il remporte ainsi 1500 points ATP.
Les deux finalistes de l'édition précédente, Stéfanos Tsitsipás et Dominic Thiem s'affrontent lors du match d'ouverture. Si Tsitsipás l'avait emporté en 2019, Thiem prend sa revanche en s'imposant en trois sets (7-65, 4-6, 6-3).
Le tenant du titre Stéfanos Tsitsipás est éliminé en phase de poules à la suite de sa défaite lors de son troisième match face à Rafael Nadal.

### Lauréats
Daniil Medvedev remporte son premier Masters en battant en finale Dominic Thiem qui s'incline pour la seconde année consécutive à ce stade. Il remporte ses 5 matchs, battant notamment les 3 premiers mondiaux, et s'adjuge son 9e titre ATP en simple. 
En double, Wesley Koolhof et Nikola Mektić remportent le tournoi en battant en finale Jürgen Melzer et Édouard Roger-Vasselin. Il s'agit de leur première victoire dans le tournoi et respectivement de leur 6e et 8e titre ATP en double.

## Résultats en simple

### Participants
| Ordre de qualification | Classement ATP | Date de qualification | Meilleure performance | Joueur             | Résultat    |
| ---------------------- | -------------- | --------------------- | --------------------- | ------------------ | ----------- |
| 1                      | 1              | 14 août 2020          | V (5)                 | Novak Djokovic     | DF (2V, 2D) |
| 2                      | 2              | 14 août 2020          | F (2)                 | Rafael Nadal       | DF (2V, 2D) |
| 3                      | 3              | 14 août 2020          | F (1)                 | Dominic Thiem      | F (3V, 2D)  |
| 4                      | 4              | 14 septembre 2020     | RR (1)                | Daniil Medvedev    | V (5V, 0D)  |
| 5                      | 6              | 12 octobre 2020       | V (1)                 | Stéfanos Tsitsipás | RR (1V, 2D) |
| 6                      | 7              | 12 octobre 2020       | V (1)                 | Alexander Zverev   | RR (1V, 2D) |
| 7                      | 8              | 1er novembre 2020     | -                     | Andrey Rublev      | RR (1V, 2D) |
| 8                      | 9              | 6 novembre 2020       | -                     | Diego Schwartzman  | RR (0V, 3D) |

### Remplaçants
| Classement ATP | Joueur            | Résultat |
| -------------- | ----------------- | -------- |
| 10             | Matteo Berrettini | —        |
| 12             | Denis Shapovalov  | —        |

### Confrontations avant le Masters
| Joueur             | ND      | RN      | DT    | DM    | ST    | AZ    | AR    | DS     | Total V-D | % victoires |
| ------------------ | ------- | ------- | ----- | ----- | ----- | ----- | ----- | ------ | --------- | ----------- |
| Novak Djokovic     |         | 29 - 27 | 7 - 4 | 4 - 2 | 4 - 2 | 3 - 2 | 0 - 0 | 5 - 0  | 52 - 37   | 58 %        |
| Rafael Nadal       | 27 - 29 |         | 9 - 5 | 3 - 0 | 5 - 1 | 5 - 2 | 1 - 0 | 10 - 1 | 60 - 38   | 61 %        |
| Dominic Thiem      | 4 - 7   | 5 - 9   |       | 3 - 1 | 4 - 3 | 8 - 2 | 2 - 2 | 6 - 3  | 32 - 27   | 54 %        |
| Daniil Medvedev    | 2 - 4   | 0 - 3   | 1 - 3 |       | 5 - 1 | 2 - 5 | 3 - 0 | 4 - 0  | 17 - 16   | 52 %        |
| Stéfanos Tsitsipás | 2 - 4   | 1 - 5   | 3 - 4 | 1 - 5 |       | 5 - 1 | 2 - 2 | 1 - 1  | 15 - 22   | 41 %        |
| Alexander Zverev   | 2 - 3   | 2 - 5   | 2 - 8 | 5 - 2 | 1 - 5 |       | 4 - 0 | 2 - 2  | 18 - 25   | 42 %        |
| Andrey Rublev      | 0 - 0   | 0 - 1   | 2 - 2 | 0 - 3 | 2 - 2 | 0 - 4 |       | 0 - 1  | 4 - 13    | 24 %        |
| Diego Schwartzman  | 0 - 5   | 1 - 10  | 3 - 6 | 0 - 4 | 1 - 1 | 2 - 2 | 1 - 0 |        | 8 - 28    | 22 %        |

Source :(en) « Head2Head », sur atptour.com

### Phase de poules

#### Groupe Tokyo 1970
- Novak Djokovic (no 1)
- Daniil Medvedev (no 4)
- Alexander Zverev (no 5)
- Diego Schwartzman (no 8)

##### Résultats
| Date               | Vainqueur        | Vaincu            | Score         | Durée      |
| ------------------ | ---------------- | ----------------- | ------------- | ---------- |
| 16 nov. à 14 h WET | Novak Djokovic   | Diego Schwartzman | 6-3, 6-2      | 1 h 18 min |
| 16 nov. à 20 h WET | Daniil Medvedev  | Alexander Zverev  | 6-3, 6-4      | 1 h 29 min |
| 18 nov. à 14 h WET | Alexander Zverev | Diego Schwartzman | 6-3, 4-6, 6-3 | 2 h 11 min |
| 18 nov. à 20 h WET | Daniil Medvedev  | Novak Djokovic    | 6-3, 6-3      | 1 h 21 min |
| 20 nov. à 14 h WET | Novak Djokovic   | Alexander Zverev  | 6-3, 7-64     | 1 h 36 min |
| 20 nov. à 20 h WET | Daniil Medvedev  | Diego Schwartzman | 6-3, 6-3      | 1 h 13 min |

##### Classement
| Rang poule | Classement ATP | Joueur            | Match(s) G-P | Set(s) G-P | Jeux G-P |
| ---------- | -------------- | ----------------- | ------------ | ---------- | -------- |
| 1          | 4              | Daniil Medvedev   | 3-0          | 6-0        | 36-19    |
| 2          | 1              | Novak Djokovic    | 2-1          | 4-2        | 31-26    |
| 3          | 5              | Alexander Zverev  | 1-2          | 2-5        | 32-37    |
| 4          | 8              | Diego Schwartzman | 0-3          | 1-6        | 23-40    |

#### Groupe London 2020
- Rafael Nadal (no 2)
- Dominic Thiem (no 3)
- Stéfanos Tsitsipás (no 6)
- Andrey Rublev (no 7)

##### Résultats
| Date               | Vainqueur          | Vaincu             | Score          | Durée      |
| ------------------ | ------------------ | ------------------ | -------------- | ---------- |
| 15 nov. à 14 h WET | Dominic Thiem      | Stéfanos Tsitsipás | 7-65, 4-6, 6-3 | 2 h 17 min |
| 15 nov. à 20 h WET | Rafael Nadal       | Andrey Rublev      | 6-3, 6-4       | 1 h 17 min |
| 17 nov. à 14 h WET | Dominic Thiem      | Rafael Nadal       | 7-67, 7-64     | 2 h 25 min |
| 17 nov. à 20 h WET | Stéfanos Tsitsipás | Andrey Rublev      | 6-1, 4-6, 7-66 | 1 h 55 min |
| 19 nov. à 14 h WET | Andrey Rublev      | Dominic Thiem      | 6-2, 7-5       | 1 h 14 min |
| 19 nov. à 20 h WET | Rafael Nadal       | Stéfanos Tsitsipás | 6-4, 4-6, 6-2  | 2 h 4 min  |

##### Classement
| Rang poule | Classement ATP | Joueur             | Match(s) G-P | Set(s) G-P | Jeux G-P |
| ---------- | -------------- | ------------------ | ------------ | ---------- | -------- |
| 1          | 3              | Dominic Thiem      | 2-1          | 4-3        | 38-40    |
| 2          | 2              | Rafael Nadal       | 2-1          | 4-3        | 40-33    |
| 3          | 6              | Stéfanos Tsitsipás | 1-2          | 4-5        | 44-46    |
| 4          | 7              | Andrey Rublev      | 1-2          | 3-4        | 33-36    |

### Phase finale
|  |                  |                  |            |            |            |                  |                  |               |            |            |        |        |
|  | 1/2 finale       | 1/2 finale       | 1/2 finale | 1/2 finale | 1/2 finale |                  |                  | Finale        | Finale     | Finale     | Finale | Finale |
|  | 21 novembre 2020 | 21 novembre 2020 | 2 h 36 min | 2 h 36 min | 2 h 36 min |                  |                  |               |            |            |        |        |
|  | 21 novembre 2020 | 21 novembre 2020 | 2 h 36 min | 2 h 36 min | 2 h 36 min |                  |                  |               |            |            |        |        |
|  | Daniil Medvedev  | (4)              | 3          | 7          | 6          |                  |                  |               |            |            |        |        |
|  | Daniil Medvedev  | (4)              | 3          | 7          | 6          | 22 novembre 2020 | 22 novembre 2020 | 2 h 42 min    | 2 h 42 min | 2 h 42 min |        |        |
|  | Rafael Nadal     | (2)              | 6          | 64         | 3          | 22 novembre 2020 | 22 novembre 2020 | 2 h 42 min    | 2 h 42 min | 2 h 42 min |        |        |
|  | Rafael Nadal     | (2)              | 6          | 64         | 3          | Daniil Medvedev  | (4)              | 4             | 7          | 6          |        |        |
|  | 21 novembre 2020 | 21 novembre 2020 | 2 h 54 min | 2 h 54 min | 2 h 54 min | Daniil Medvedev  | (4)              | 4             | 7          | 6          |        |        |
|  | 21 novembre 2020 | 21 novembre 2020 | 2 h 54 min | 2 h 54 min | 2 h 54 min |                  |                  | Dominic Thiem | (3)        | 6          | 62     | 4      |
|  | Dominic Thiem    | (3)              | 7          | 610        | 7          |                  |                  | Dominic Thiem | (3)        | 6          | 62     | 4      |
|  | Dominic Thiem    | (3)              | 7          | 610        | 7          |                  |                  |               |            |            |        |        |
|  | Novak Djokovic   | (1)              | 5          | 7          | 65         |                  |                  |               |            |            |        |        |
|  | Novak Djokovic   | (1)              | 5          | 7          | 65         |                  |                  |               |            |            |        |        |

### Classement final
| Résultat       | Classement ATP | Joueur             | Match(s) G-P | Set(s) G-P | Jeux G-P | Points gagnés | Nouveau rang |
| -------------- | -------------- | ------------------ | ------------ | ---------- | -------- | ------------- | ------------ |
| Vainqueur      | 4              | Daniil Medvedev    | 5-0          | 10-2       | 69-50    | 1500          | 4            |
| Finaliste      | 3              | Dominic Thiem      | 3-2          | 7-6        | 74-75    | 800           | 3            |
| Demi-finaliste | 1              | Novak Djokovic     | 2-2          | 5-4        | 49-46    | 400           | 1            |
| Demi-finaliste | 2              | Rafael Nadal       | 2-2          | 5-5        | 55-49    | 400           | 2            |
| Poules         | 6              | Stéfanos Tsitsipás | 1-2          | 4-5        | 44-46    | 200           | 6            |
| Poules         | 8              | Andrey Rublev      | 1-2          | 3-4        | 33-36    | 200           | 8            |
| Poules         | 7              | Alexander Zverev   | 1-2          | 2-5        | 32-37    | 200           | 7            |
| Poules         | 9              | Diego Schwartzman  | 0-3          | 1-6        | 23-40    | 0             | 9            |

## Résultats en double

### Participants
| Ordre de qualification | Classement ATP Race | Date de qualification | Meilleure performance | Équipe                               | Résultat    |
| ---------------------- | ------------------- | --------------------- | --------------------- | ------------------------------------ | ----------- |
| 1                      | 2                   | 14 août 2020          | F (1) RR (1)          | Rajeev Ram Joe Salisbury             | DF (2V, 2D) |
| 2                      | 1                   | 14 septembre 2020     | RR (2) DF (4)         | Mate Pavić Bruno Soares              | RR (2V, 1D) |
| 3                      | 3                   | 19 octobre 2020       | RR (1)                | Kevin Krawietz Andreas Mies          | RR (1V, 2D) |
| 4                      | 4                   | 19 octobre 2020       | V (1) -               | Marcel Granollers Horacio Zeballos   | DF (2V, 2D) |
| 5                      | 5                   | 5 novembre 2020       | - RR (1)              | Wesley Koolhof Nikola Mektić         | V (4V, 1D)  |
| 6                      | 6                   | 5 novembre 2020       | V (2) F (1)           | John Peers Michael Venus             | RR (0V, 3D) |
| 7                      | 8                   | 6 novembre 2020       | F (1) F (2)           | Łukasz Kubot Marcelo Melo            | RR (1V, 2D) |
| 8                      | 7                   | 13 novembre 2020      | RR (2) DF (1)         | Jürgen Melzer Édouard Roger-Vasselin | F (3V, 2D)  |

### Remplaçants
| Classement ATP Race | Équipe                    | Résultat |
| ------------------- | ------------------------- | -------- |
| 9                   | Jamie Murray Neal Skupski | —        |
| 10                  | Max Purcell Luke Saville  | —        |

### Confrontations avant le Masters
| Équipe                               | MP/BS | RR/JS | KK/AM | MG/HZ | WK/NM | JP/MV | LK/MM | JM/ERV | Total V-D | % victoires |
| ------------------------------------ | ----- | ----- | ----- | ----- | ----- | ----- | ----- | ------ | --------- | ----------- |
| Mate Pavić Bruno Soares              |       | 1 - 1 | 1 - 2 | 1 - 1 | 2 - 0 | 0 - 0 | 1 - 1 | 1 - 0  | 7 - 5     | 58 %        |
| Rajeev Ram Joe Salisbury             | 1 - 1 |       | 0 - 1 | 3 - 2 | 0 - 2 | 0 - 1 | 2 - 2 | 0 - 0  | 6 - 9     | 40 %        |
| Kevin Krawietz Andreas Mies          | 2 - 1 | 1 - 0 |       | 0 - 1 | 1 - 1 | 1 - 0 | 0 - 1 | 1 - 1  | 6 - 5     | 55 %        |
| Marcel Granollers Horacio Zeballos   | 1 - 1 | 2 - 3 | 1 - 0 |       | 0 - 0 | 1 - 0 | 0 - 0 | 0 - 0  | 5 - 4     | 56 %        |
| Wesley Koolhof Nikola Mektić         | 0 - 2 | 2 - 0 | 1 - 1 | 0 - 0 |       | 0 - 0 | 0 - 0 | 0 - 0  | 3 - 3     | 50 %        |
| John Peers Michael Venus             | 0 - 0 | 1 - 0 | 0 - 1 | 0 - 1 | 0 - 0 |       | 1 - 0 | 1 - 0  | 3 - 2     | 60 %        |
| Łukasz Kubot Marcelo Melo            | 1 - 1 | 2 - 2 | 1 - 0 | 0 - 0 | 0 - 0 | 0 - 1 |       | 1 - 0  | 5 - 4     | 56 %        |
| Jürgen Melzer Édouard Roger-Vasselin | 0 - 1 | 0 - 0 | 1 - 1 | 0 - 0 | 0 - 0 | 0 - 1 | 0 - 1 |        | 1 - 4     | 20 %        |

### Phase de poules

#### GroupeBob Bryan
- Mate Pavić
 Bruno Soares (no 1)
- Marcel Granollers
 Horacio Zeballos (no 4)
- John Peers
 Michael Venus (no 6)
- Jürgen Melzer
 Édouard Roger-Vasselin (no 7)

##### Résultats
| Date               | Vainqueurs                           | Vaincus                              | Score              | Durée      |
| ------------------ | ------------------------------------ | ------------------------------------ | ------------------ | ---------- |
| 16 nov. à 12 h WET | Marcel Granollers Horacio Zeballos   | John Peers Michael Venus             | 7-62, 7-5          | 1 h 42 min |
| 16 nov. à 18 h WET | Mate Pavić Bruno Soares              | Jürgen Melzer Édouard Roger-Vasselin | 6-7, 6-1, [10-4]   | 1 h 23 min |
| 18 nov. à 12 h WET | Marcel Granollers Horacio Zeballos   | Mate Pavić Bruno Soares              | 7-64, 64-7, [10-8] | 2 h 3 min  |
| 18 nov. à 18 h WET | Jürgen Melzer Édouard Roger-Vasselin | John Peers Michael Venus             | 2-6, 7-64, [12-10] | 1 h 30 min |
| 20 nov. à 12 h WET | Mate Pavić Bruno Soares              | John Peers Michael Venus             | 62-7, 6-3, [10-8]  | 1 h 29 min |
| 20 nov. à 18 h WET | Jürgen Melzer Édouard Roger-Vasselin | Marcel Granollers Horacio Zeballos   | 6-6 ab.            | 53 min     |

##### Classement
| Rang poule | Classement ATP Race | Joueur                               | Match(s) G-P | Set(s) G-P | Jeux G-P |
| ---------- | ------------------- | ------------------------------------ | ------------ | ---------- | -------- |
| 1          | 7                   | Jürgen Melzer Édouard Roger-Vasselin | 2-1          | 5-3        | 24-31    |
| 2          | 4                   | Marcel Granollers Horacio Zeballos   | 2-1          | 4-3        | 34-30    |
| 3          | 1                   | Mate Pavić Bruno Soares              | 2-1          | 5-4        | 39-32    |
| 4          | 6                   | John Peers Michael Venus             | 0-3          | 2-6        | 33-37    |

#### GroupeMike Bryan
- Rajeev Ram
 Joe Salisbury  (no 2)
- Kevin Krawietz
 Andreas Mies (no 3)
- Wesley Koolhof
 Nikola Mektić (no 5)
- Łukasz Kubot
 Marcelo Melo (no 8)

##### Résultats
| Date               | Vainqueurs                   | Vaincus                      | Score              | Durée      |
| ------------------ | ---------------------------- | ---------------------------- | ------------------ | ---------- |
| 15 nov. à 12 h WET | Wesley Koolhof Nikola Mektić | Kevin Krawietz Andreas Mies  | 63-7, 7-64, [10-7] | 2 h 3 min  |
| 15 nov. à 18 h WET | Rajeev Ram Joe Salisbury     | Łukasz Kubot Marcelo Melo    | 7-5, 3-6, [10-5]   | 1 h 43 min |
| 17 nov. à 12 h WET | Kevin Krawietz Andreas Mies  | Łukasz Kubot Marcelo Melo    | 6-2, 7-65          | 1 h 22 min |
| 17 nov. à 18 h WET | Wesley Koolhof Nikola Mektić | Rajeev Ram Joe Salisbury     | 7-65, 6-0          | 1 h 21 min |
| 19 nov. à 12 h WET | Łukasz Kubot Marcelo Melo    | Wesley Koolhof Nikola Mektić | 6-4, 62-7, [10-8]  | 1 h 44 min |
| 19 nov. à 18 h WET | Rajeev Ram Joe Salisbury     | Kevin Krawietz Andreas Mies  | 7-65, 64-7, [10-4] | 2 h 5 min  |

##### Classement
| Rang poule | Classement ATP Race | Joueur                       | Match(s) G-P | Set(s) G-P | Jeux G-P |
| ---------- | ------------------- | ---------------------------- | ------------ | ---------- | -------- |
| 1          | 5                   | Wesley Koolhof Nikola Mektić | 2-1          | 5-3        | 38-32    |
| 2          | 2                   | Rajeev Ram Joe Salisbury     | 2-1          | 4-4        | 31-37    |
| 3          | 3                   | Kevin Krawietz Andreas Mies  | 1-2          | 4-4        | 39-36    |
| 4          | 8                   | Łukasz Kubot Marcelo Melo    | 1-2          | 3-5        | 32-35    |

### Phase finale
|  |                                      |                  |            |            |            |                                      |                  |                              |            |            |        |        |
|  | 1/2 finale                           | 1/2 finale       | 1/2 finale | 1/2 finale | 1/2 finale |                                      |                  | Finale                       | Finale     | Finale     | Finale | Finale |
|  | 21 novembre 2020                     | 21 novembre 2020 | 1 h 47 min | 1 h 47 min | 1 h 47 min |                                      |                  |                              |            |            |        |        |
|  | 21 novembre 2020                     | 21 novembre 2020 | 1 h 47 min | 1 h 47 min | 1 h 47 min |                                      |                  |                              |            |            |        |        |
|  | Jürgen Melzer Édouard Roger-Vasselin | (8)              | 64         | 6          | 11         |                                      |                  |                              |            |            |        |        |
|  | Jürgen Melzer Édouard Roger-Vasselin | (8)              | 64         | 6          | 11         | 22 novembre 2020                     | 22 novembre 2020 | 1 h 16 min                   | 1 h 16 min | 1 h 16 min |        |        |
|  | Rajeev Ram Joe Salisbury             | (2)              | 7          | 3          | 9          | 22 novembre 2020                     | 22 novembre 2020 | 1 h 16 min                   | 1 h 16 min | 1 h 16 min |        |        |
|  | Rajeev Ram Joe Salisbury             | (2)              | 7          | 3          | 9          | Jürgen Melzer Édouard Roger-Vasselin | (8)              | 2                            | 6          | 5          |        |        |
|  | 21 novembre 2020                     | 21 novembre 2020 | 1 h 13 min | 1 h 13 min | 1 h 13 min | Jürgen Melzer Édouard Roger-Vasselin | (8)              | 2                            | 6          | 5          |        |        |
|  | 21 novembre 2020                     | 21 novembre 2020 | 1 h 13 min | 1 h 13 min | 1 h 13 min |                                      |                  | Wesley Koolhof Nikola Mektić | (5)        | 6          | 3      | 10     |
|  | Wesley Koolhof Nikola Mektić         | (5)              | 6          | 6          |            |                                      |                  | Wesley Koolhof Nikola Mektić | (5)        | 6          | 3      | 10     |
|  | Wesley Koolhof Nikola Mektić         | (5)              | 6          | 6          |            |                                      |                  |                              |            |            |        |        |
|  | Marcel Granollers Horacio Zeballos   | (4)              | 3          | 4          |            |                                      |                  |                              |            |            |        |        |
|  | Marcel Granollers Horacio Zeballos   | (4)              | 3          | 4          |            |                                      |                  |                              |            |            |        |        |

### Classement final
| Résultat        | Classement ATP Race | Équipe                               | Match(s) G-P | Set(s) G-P | Jeux G-P | Points gagnés | Nouveau rang |
| --------------- | ------------------- | ------------------------------------ | ------------ | ---------- | -------- | ------------- | ------------ |
| Vainqueurs      | 5                   | Wesley Koolhof Nikola Mektić         | 4-1          | 9-4        | 60-47    | 1300          | 3            |
| Finalistes      | 7                   | Jürgen Melzer Édouard Roger-Vasselin | 3-2          | 8-6        | 47-51    | 800           | 5            |
| Demi-finalistes | 4                   | Marcel Granollers Horacio Zeballos   | 2-2          | 4-3        | 41-42    | 400           | 6            |
| Demi-finalistes | 2                   | Rajeev Ram Joe Salisbury             | 2-2          | 5-6        | 41-50    | 400           | 2            |
| Poules          | 1                   | Mate Pavić Bruno Soares              | 2-1          | 5-4        | 39-32    | 400           | 1            |
| Poules          | 3                   | Kevin Krawietz Andreas Mies          | 1-2          | 4-4        | 39-36    | 200           | 4            |
| Poules          | 8                   | Łukasz Kubot Marcelo Melo            | 1-2          | 3-5        | 32-35    | 200           | 7            |
| Poules          | 6                   | John Peers Michael Venus             | 0-3          | 2-6        | 33-37    | 0             | 8            |